# Lamont-Doherty Earth Observatory
Le Lamont-Doherty Earth Observatory (LDEO) est une unité de recherche en sciences de la Terre de l'université Columbia situé à Palisades, dans l'État de New York.
Il a été créé en 1949 par Maurice Ewing, sous le nom de Lamont Geological Observatory.
En 1953, l'observatoire acquiert son premier navire de recherche océanique, la Vema. Dès les premières années, les recherches de l'observatoire s'orientent vers les changements climatiques.
Le Tree Ring Lab de l'observatoire étudie les anneaux d'arbre pour comprendre les évolutions géologiques selon les positions des arbres.
Son navire le R/V Marcus G. Langseth sonde les tremblements de terre « lents ».